# 小行星9266
小行星9266（9266 Holger）是一颗围绕太阳公转的小行星。1978年9月2日，克拉斯-英格瓦·拉格爾科維斯特在拉西拉天文台发现了此天体。
这颗小行星的绝对星等为222.9503141660296等。